# High Brooms
High Brooms – wieś w Anglii, w hrabstwie Kent, w dystrykcie Tunbridge Wells. Leży 23 km na południowy zachód od miasta Maidstone i 49 km na południowy wschód od centrum Londynu.